# كينيث جونسون
كينيث جونسون هو سياسي كندي، ولد في 6 أكتوبر 1944، وتوفي في 2005. انتخب عضو الجمعية التشريعية لنيو برونزويك ‏.